# 塞皮塔
塞皮塔是哥倫比亞的城鎮，位於該國東北部，由桑坦德省負責管轄，始建於1751年，面積112平方公里，海拔高度720米，2005年人口1,984，人口密度每平方公里17.71人。
6°45′N 72°59′W / 6.750°N 72.983°W